# Spigelia flemingiana
Spigelia flemingiana är en tvåhjärtbladig växtart som beskrevs av Adelbert von Chamisso och Schltdl.. Spigelia flemingiana ingår i släktet Spigelia och familjen Loganiaceae. Inga underarter finns listade i Catalogue of Life.